# Klostermühle Heiligenberg
Die Klostermühle Heiligenberg 2 in Bruchhausen-Vilsen-Heiligenberg, südlich des Kernortes, wurde 1370 erstmals erwähnt.
Sie wird heute als Gasthof Klostermühle mit Restaurant, Hotel und Tagungsstätte genutzt.
Das Gebäude steht unter Denkmalschutz (siehe auch Liste der Baudenkmale in Bruchhausen-Vilsen).

## Geschichte
Das Kloster Heiligenberg, ein Prämonstratenser-Stift, ist zuerst 1223 bezeugt worden, nachdem 1218 Erzbischof Gerhard I. von Bremen die St. Cyriakus Pfarrkirche in Vilsen begründete und der Graf von Wernigerode eine Abtei gründen ließ. Vom Kloster haben sich nach der Sprengung der Gebäude (1563) keine baulichen Reste erhalten.
Im 14. Jahrhundert lassen sich die bis heute existierenden Wassermühlen in Bruchmühlen und Heiligenberg nachweisen. Erstmals wurde 1370 ein Müller der Klostermühle Hilghenberge als Wassermühle nachweislich erwähnt. 1543, nach der Reformation, gingen die Mühle sowie das katholische Kloster in Staatsbesitz über.
Das zweigeschossige sanierte Gebäude in Fachwerk mit Steinausfachungen und Walmdach und dem markanten Dachhaus für einen Balkenauslegerkran wurde als Mühle des Klosters gebaut. 1785 erfolgte der Neubau und 1886 eine Erweiterung. Ein Wasserlauf führt als Obere Eiter vom Hauptkanal zur Mühle. 1986 wurde die Mühle von der Österreicherin Christa Hufnagl erworben und komplett saniert.
1997 eröffnete als Klosterschenke ein Restaurant sowie ein Hotel mit Saal, Galerie- und Tagungsräumen in der Mühle, seit 1999 betrieben von der Familie Brüning.